# Агаев, Бейляр Тапдыг оглы
Бейляр Тапдыг оглы Агаев (азерб. Bəylər Tapdıq oğlu Ağayev) — азербайджанский военный деятель, Национальный герой Азербайджана (1992, посмертно).

## Биография
Бейляр Агаев родился в селе Караагач Губадлинского района 3 февраля 1969 года. В 1985 году окончил среднюю школу села. В 1987 году начал служить в армии. В 1989 году завершил службу в Группе советских войск в Германии и вернулся в родное село. В 1990 году поступил в Азербайджанский государственный инженерный университет.

### Первая карабахская война
В связи с начавшейся Карабахской войной, Бейляр в 1992 году оставил учёбу и отправился добровольцем на фронт. Принимал активное участие в боях за Лачин. 6 августа 1992 года погиб в бою.

## Память
Указом президента Азербайджанской Республики № 350 от 7 декабря 1992 года Агаеву Бейляр Тапдыг оглы было присвоено звание Национального Героя Азербайджана (посмертно).
Похоронен Бейляр Агаев на Аллее Шахидов родного села Караагач.
На момент гибели был холост.
Одна из школ в селе Караагач носит его имя.